# Sega Lindbergh
Sega Lindbergh ist ein Arcade-System von Sega. Es basiert auf PC-typischer Hardware und verwendet Linux als Betriebssystem, die Spiele sind deshalb kompatibel zu handelsüblichen Pentium-4-Plattformen und Nvidia-Grafikhardware.

## Technische Daten
- CPU: Pentium 4 3,0 GHz with 1 MB L2 Cache, Hyper-Threading Compatible, 800 MHz FSB
- RAM: 184 pin DDR PC3200 (400 MHz) 512 MB × 2 (Dual)
- GPU: Nvidia GeForce 6800 AGP (NV40), 256 Bit GDDR3 256 MB, Compatible Vertex-Shader 3.0 & Pixel-Shader 3.0
- Sound: 64 channel, 5.1 ch S/PDIF
- LAN: On board, 10/100/1000 BASE-TX. JVS I/O Connector
- Serial: 2 Channel (can switch one channel between 232C and 422)
- Other: USB port x 4, Compatible HDTV (High Definition), DVD Drive Support, Sega ALL.NET online support

## Lindbergh Spiele

### Erschienen
- The House of the Dead 4 – (2005)
- Power Smash 3: Sega Professional Tennis – (2006)
- Ami-gyo – (2006)
- Virtua Fighter 5 – (2006)
- After Burner Climax – (2006)
- Let's Go Jungle! – (2006)

### Noch nicht erschienen
- Psy-Phi

### In Entwicklung
- Sega Network Cassino Club – (2006)
- OutRun 2 SP SDX – (2006)
- The House of the Dead 4 Special – (2006)
- Initial D Arcade Stage 4 – (2006)